# Андріяшівський Євхим
Євхи́м Андріяші́вський  (Юхим; р.н. невідоме — невідоме) — кобзар з Ромен, перший учитель Остапа Вересая. Виступали разом у Лубнах, Говтві, Кременчуку, Хоролі, Лохвиці. Недуги і смерть Андріяшівського примусила Остапа шукати іншого вчителя.